# Dracaena halaapepe
Dracaena halaapepe là một loài thực vật có hoa trong họ Măng tây. Loài này được (H.St.John) Jankalski mô tả khoa học đầu tiên năm 2008.

## Hình ảnh

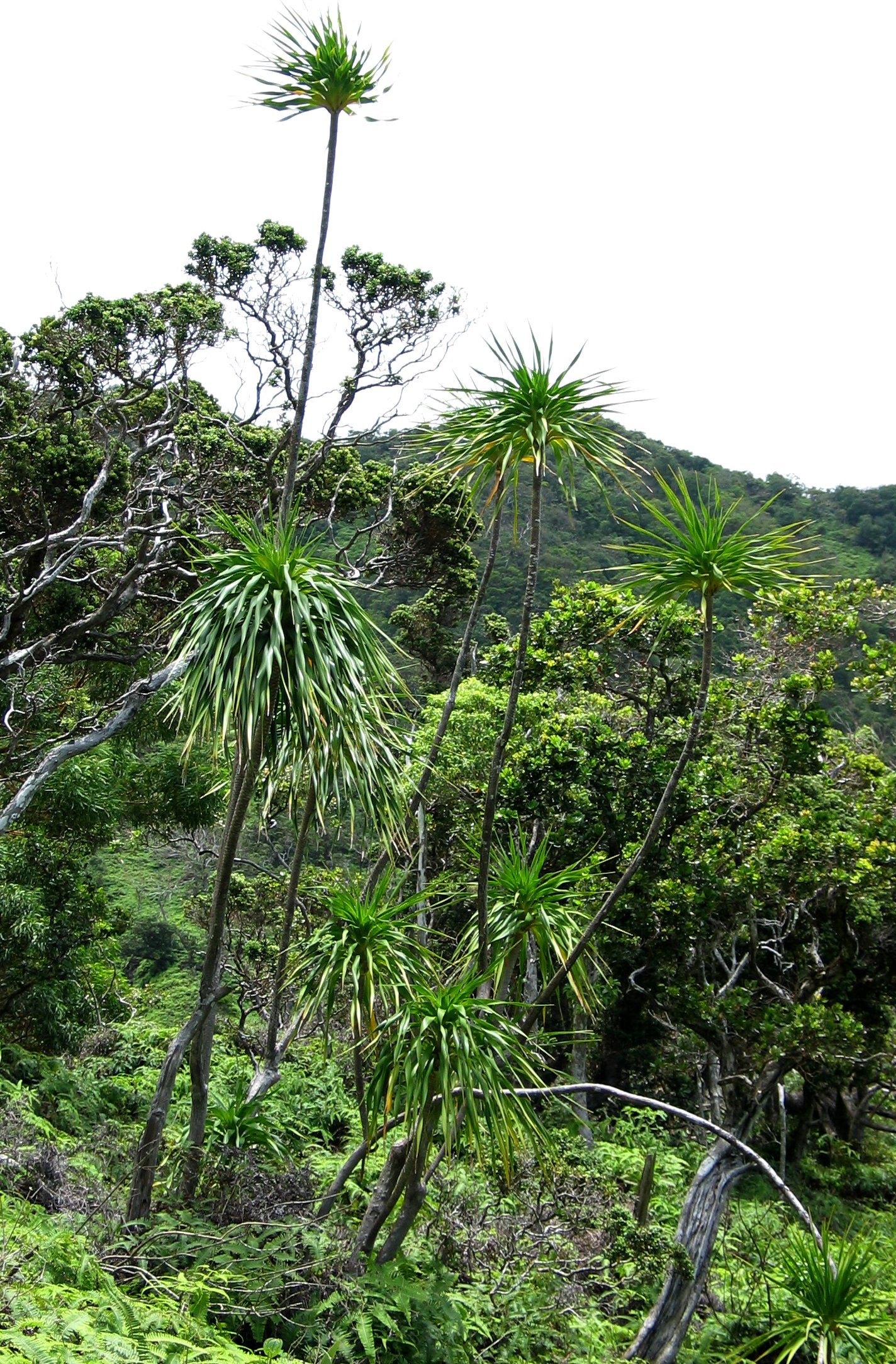
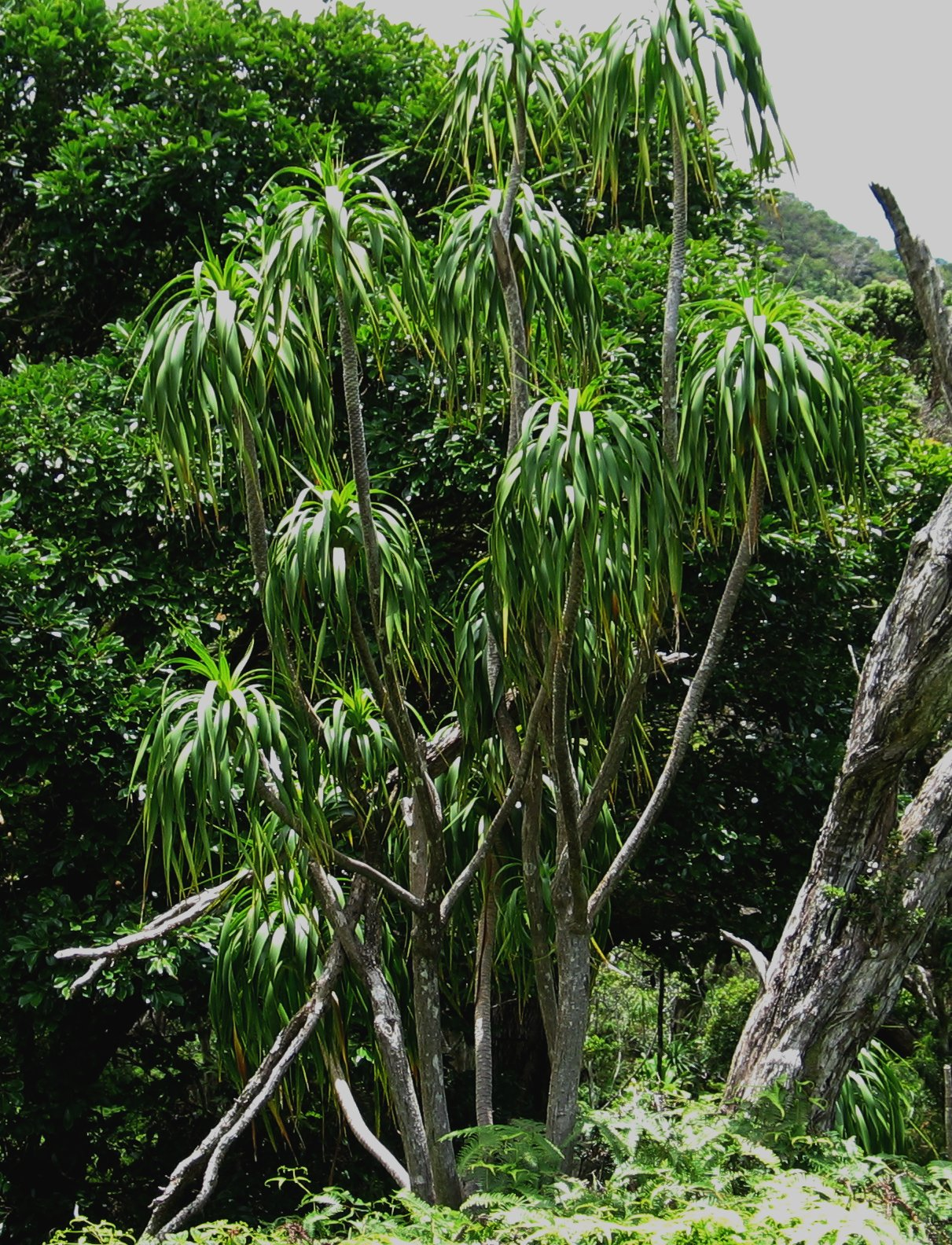